# Pecan Gap
Pecan Gap – miasto w Stanach Zjednoczonych, w stanie Teksas, w hrabstwie Delta.